# Oleg Kimowitsch Wassiljew
Oleg Kimowitsch Wassiljew (russisch Олег Кимович Васильев; * 22. November 1959 in Leningrad) ist ein ehemaliger russischer Eiskunstläufer, der im Paarlauf für die Sowjetunion startete. 
Wassiljew wurde in Leningrad als Sohn von Kim Michailowitsch Wassiljew und der Krankenschwester Ljudmila Konstantinowna Wassiljewa geboren. Er war ein kränkliches Kind und sein Arzt riet ihm sich mehr an der frischen Luft zu bewegen. So fing er im Alter von fünf Jahren mit dem Eislaufen auf der Freilufteisbahn an und seine Gesundheit verbesserte sich rapide. Richtig zu trainieren begann er unter der Anleitung von Igor Moskwin. Als Einzelläufer gewann er die russische Juniorenmeisterschaft. Danach wechselte er zum Paarlaufen. Jelena Walowa wurde seine Partnerin. Sie waren 15 und 18 Jahre alt. Ihre einzige Trainerin während ihrer Amateur- und professionellen Karriere war Tamara Moskwina.
Bei ihrem Europameisterschaftsdebüt 1983 in Dortmund wurden Wassilijew und Walowa Vize-Europameister hinter Sabine Baeß und Tassilo Thierbach aus der DDR. Wenig später bezwangen sie bei ihrer ersten Weltmeisterschaft in Helsinki das DDR-Paar und wurden somit auf Anhieb Weltmeister. 1984 gewannen sie in Budapest ihren ersten EM-Titel. In Sarajevo wurden sie bei ihren ersten Olympischen Spielen Olympiasieger vor Caitlin und Peter Carruthers aus den USA und ihren Landsleuten Larissa Selesnjowa und Oleg Makarow. Bei der Weltmeisterschaft in Ottawa unterlagen die amtierenden Olympiasieger den Kanadiern Barbara Underhill und Paul Martini und konnten ihren WM-Titel somit nicht verteidigen. 1985 schafften Wassilijew und Walowa es zum ersten und einzigen Mal in ihrer Karriere im selben Jahr sowohl Europameister wie auch Weltmeister zu werden. Dies gelang ihnen bei der Europameisterschaft in Göteborg und der Weltmeisterschaft in Tokio vor Selesnjowa und Makarow. 1986 gewannen Wassilijew und Walowa zum ersten und einzigen Mal in ihrer Karriere bei den sowjetischen Meisterschaften und wurden in Kopenhagen zum dritten und letzten Mal Europameister. In Genf wurden sie Vizeweltmeister hinter ihren Landsleuten Jekaterina Gordejewa und Sergei Grinkow, die sie bei der Europameisterschaft noch bezwingen konnten. 1987 errangen sie sowohl bei der Europameisterschaft wie auch der Weltmeisterschaft die Silbermedaille, dabei unterlagen sie erst Selesnjowa/Makarow und dann wie bei der WM im Vorjahr Gordejewa/Grinkow. 1988 nahmen sie an ihren zweiten Olympischen Spielen teil. In Calgary gelang es ihnen als Titelverteidiger die Silbermedaille hinter Gordejewa und Grinkow zu erringen. Der Abschluss ihrer Karriere bildete die Weltmeisterschaft 1988 in Budapest, bei der sie zum dritten Mal Weltmeister wurden, indem sie ihre beiden größten nationalen Konkurrenten auf die Plätze verwiesen.  
Oleg Wassiljew und Jelena Walowa waren das erste Paar, das einen dreifachen Sprung nebeneinander zeigte, das erste Paar, das einen dreifachen Sprung in der Kombination nebeneinander zeigte und die ersten sowjetischen Eiskunstläufer, die nach ihrer Amateurkarriere noch professionell auftraten. 
Oleg Wassiljew und Jelena Walowa waren von 1984 bis 1992 miteinander verheiratet. Mittlerweile ist Oleg Wassiljew geschieden und hat aus der zweiten Ehe, die ebenfalls geschieden wurde, eine Tochter namens Jekaterina.
Nach seiner aktiven Sportlerkarriere ging Wassilijew 1997 nach Chicago und betätigte sich als Trainer. Er führte Tatjana Totmjanina und Maxim Marinin zum Olympiasieg und zwei WM-Titeln. 

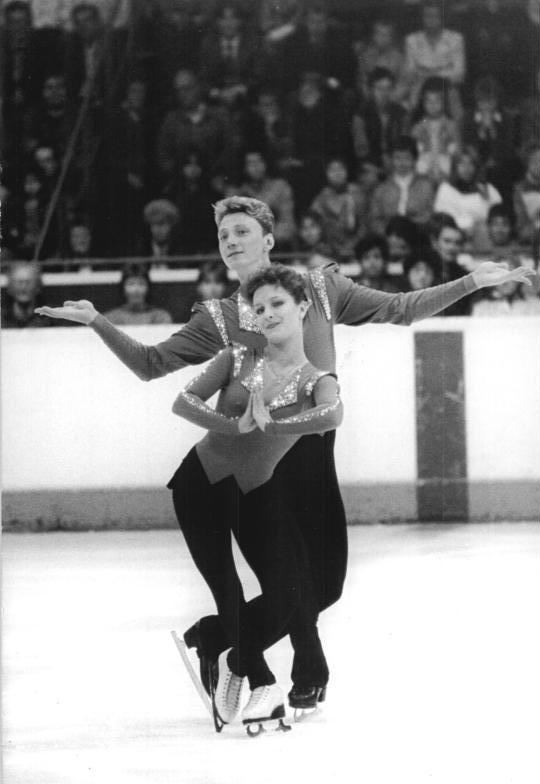
Wassilijew und Walowa 1987 in Berlin

## Ergebnisse

### Paarlauf
(mit Jelena Walowa)
| Wettbewerb / Jahr           | 1982 | 1983 | 1984 | 1985 | 1986 | 1987 | 1988 |
| --------------------------- | ---- | ---- | ---- | ---- | ---- | ---- | ---- |
| Olympische Winterspiele     |      |      | 1.   |      |      |      | 2.   |
| Weltmeisterschaften         |      | 1.   | 2.   | 1.   | 2.   | 2.   | 1.   |
| Europameisterschaften       |      | 2.   | 1.   | 1.   | 1.   | 2.   |      |
| Sowjetische Meisterschaften | 3.   |      |      | 2.   | 1.   |      |      |